# Label (langue)
Pour les articles homonymes, voir label.
Le label est une des langues de Nouvelle-Irlande, parlée par 140 locuteurs (1979) dans la province de Nouvelle-Irlande, villages de Nasko et Tampakar.